# Léon Wurmser
Léon Wurmser (geboren am 31. Januar 1931 in Zürich; gestorben am 15. Februar 2020 in den USA) war ein aus der Schweiz stammender US-amerikanischer Psychiater und Psychoanalytiker und der Autor mehrerer umfangreicher psychoanalytischer Studien.

## Leben
Wurmser studierte nach dem Besuch eines altsprachlichen Gymnasiums an den Universitäten Zürich und Basel Medizin. Nach dem Studienabschluss im Jahr 1955 folgten Ausbildungen zum Facharzt für Psychiatrie und Psychotherapie und für Innere Medizin. 1958 wurde Wurmser in Basel mit einer Dissertation über Schizophrenie und Raubmord promoviert. Danach übersiedelte er wegen besserer Weiterbildungsmöglichkeiten nach Baltimore in die USA.
In seiner wissenschaftlichen Laufbahn war Wurmser als klinischer Psychiater und Psychoanalytiker Hochschullehrer an der West Virginia University in Charleston (West Virginia), USA, sowie an der University of Maryland, Baltimore County. Er war auch nach seiner Emeritierung als Lehr- und Kontrollanalytiker für die New York Freudian Society in New York sowie als Psychoanalytiker in eigener Praxis in Towson, Maryland, und als international gefragter Referent und Autor tätig.
Wurmser war in der Geschichte der Psychoanalyse einer der ersten Analytiker, der das faktische Dogma der Nichtbehandelbarkeit schwerster Borderline-Persönlichkeitsstörungen durch die Psychoanalyse nicht mehr akzeptiert und durch zumindest partiell erfolgreiche Behandlungen widerlegt hat. Ein Schwerpunkt der Veröffentlichungen Wurmsers liegt in der Auseinandersetzung mit dem Konzept des Über-Ich und dem Schamgefühl.
Im Juli 2004 wurde Wurmser mit der Ehrendoktorwürde der HU Berlin ausgezeichnet. Wurmser starb am 15. Februar 2020 im Alter von 89 Jahren im Kreis seiner Familie, nachdem er in der Folge eines Schlaganfalls vier Jahre lang ans Bett gefesselt gewesen war. Er wurde am 17. Februar 2020 auf einem jüdischen Friedhof in Woodlawn, Baltimore County, Maryland beigesetzt.

## Veröffentlichungen
- Die zerbrochene Wirklichkeit. Psychoanalyse als das Studium von Konflikt und Komplementarität. Springer, Berlin u. a. 1989, ISBN 3-540-18719-7.
  - Neuausgabe: Bd. 1: Die Suche nach dem Absoluten und das Finden des Maßes. Vandenhoeck und Ruprecht, Göttingen, 3. Aufl. 2001, ISBN 978-3-525-46150-1.
  - Neuausgabe: Bd. 2: Wert und Wahrheit in der Psychoanalyse. Vandenhoeck und Ruprecht, Göttingen, 3. Aufl. 2002, ISBN 978-3-525-46151-8.
- Die Maske der Scham. Die Psychoanalyse von Schamaffekten und Schamkonflikten. Springer, Berlin u. a., 2. Aufl. 1993, ISBN 3-540-50547-4; 7. Auflage: Westarp  Verlagsserviceges., Hohenwarsleben 2017, ISBN 978-3-86617-142-8.
- Das Rätsel des Masochismus. Psychoanalytische Untersuchungen von Über-Ich-Konflikten und Masochismus. Springer, Berlin u. a. 2. Aufl. 1998, ISBN 3-540-54767-3.
  - Neuausgabe: Das Rätsel des Masochismus. Psychoanalytische Untersuchungen von Gewissenszwang und Leidenssucht. Psychosozial, Gießen 2008, ISBN 978-3-89806-741-6.
- Flucht vor dem Gewissen. Analyse von Über-Ich und Abwehr bei schweren Neurosen. Springer, Berlin u. a. 1987, ISBN 3-540-17733-7.
  - Neuausgabe: Flucht vor dem Gewissen. Analyse von Über-Ich und Abwehr bei schweren Neurosen. Vandenhoeck und Ruprecht, ISBN 978-3-525-45876-1.
  - Englische Ausgabe: The power of the inner judge: psychodynamic treatment of the severe neuroses. Northvale, NJ, und Aronson, London 2000, ISBN 0-7657-0177-4.
- Die verborgene Dimension. Psychodynamik des Drogenzwangs, Vandenhoeck und Ruprecht, Göttingen 1997, ISBN 978-3-525-45789-4.
- Die eigenen verborgensten Dunkelgänge. Narrative, psychische und historische Wahrheit in der Weltliteratur. Vandenhoeck und Ruprecht, Göttingen 1999, ISBN 978-3-525-01451-6.
- Magische Verwandlung und tragische Verwandlung. Die schwere Neurose – Symptom, Funktion, Persönlichkeit. Vandenhoeck und Ruprecht, Göttingen 1999, ISBN 978-3-525-45844-0.
- Ideen- und Wertewelt des Judentums. Eine psychoanalytische Sicht. Vandenhoeck und Ruprecht, Göttingen 2001, ISBN 3-525-01468-6.
- Scham und der böse Blick. Verstehen der negativen therapeutischen Reaktion. Kohlhammer, Stuttgart 2011, ISBN 978-3-17-021437-8 (3. Aufl. 2019: ISBN 978-3-17-034178-4).
- Mein Licht in deiner Hand. Betrachtungen eines Analytikers über Religion, Philosophie und Literatur. Klotz, Magdeburg 2012, ISBN 3-88074-385-1.
- Raubmörder und Mörder. Ihre Persönlichkeit in psychologischer und kriminologischer Sicht. Verlag für kriminalistische Fachliteratur, Hamburg 1959.